# Ledinec
Ledinec – wieś w Chorwacji, w żupanii varażdińskiej, w gminie Beretinec. W 2011 roku liczyła 175 mieszkańców.